# Musica e dischi
Musica e dischi fue la publicación de música más antigua y de larga duración de Italia. Billboard la definió como la «biblia discográfica italiana».

## Historia
Se fundó en octubre de 1945 en Milán, por iniciativa del periodista, editor y musicólogo Aldo Mario De Luigi, exejecutivo discográfico de La Voce Del Padrone-Columbia-Marconiphone (VCM, ahora EMI Italia). Originalmente, la revista se publicó con el nombre de Musica (Dischi se agregó en la segunda edición) todos los meses. La idea de De Luigi era crear una revista dirigida especialmente a profesionales en el mundo de la música: distribuidores de discos, editores, compositores y artistas. Tras la muerte de Aldo Mario en 1968, su hijo Mario De Luigi, ya crítico y editor de la revista desde 1958, se convirtió en director.
A partir de 1959, Musica e dischi empezó a publicar sus propias listas de éxitos musicales, inicialmente en la revista estadounidense Billboard, y desde 1963 para el mercado italiano. Para la década de 1990, la revista publicaba sus rankings basados en datos de 150 puntos de venta.
En 1999, se creó el sitio web oficial y, en diciembre de 2009, en su edición número 735, Mario De Luigi anunció que a partir del 1 de marzo de 2010 publicarían una revista en línea y detendrían la publicación en formato físico después de 65 años. En junio de 2014, la revista dejó de existir después de casi 70 años y 783 números (737 en formato físico y 46 en digital).